# James Hope Grant
James Hope Grant, född den 22 juli 1808 i Bridge of Earn, Perthshire, död den 7 mars 1875 i London, var en brittisk general.
Han blev 1826 kornett, deltog i kriget mot Kina 1840–42, tjänstgjorde därefter vid indiska armén och utmärkte sig i striderna vid Sobraon, Chillianwallah och Goojerat (1845–49).
År 1854 utnämndes han till överste och inlade stora förtjänster vid undertryckandet av sepoysupproret (1856–58), i synnerhet vid
Delhis stormning och Lucknows befriande. Grant blev 1858 generalmajor och 1860 överbefälhavare över engelska trupperna i fälttåget mot Kina.
Efter att ha besatt Daguforten och Tianjin slog han i förening med fransmännen fienden i två strider samt intågade 13 oktober i Peking och ledde brännandet av Qingkejsarnas sommarpalats Yuanmingyuan, varefter freden avslöts. 1861 blev Grant generallöjtnant och chef för trupperna i Madras, 1865 generalkvartermästare, 1870 befälhavare för lägret i Aldershot och 1872 general.
På grundval av Grants dagböcker utgavs Incidents in the seapoy war of 1857–58 (1878) och Incidents in the China war of 1860 (1875).